# Hoffman Island
Hoffman Island ist, neben Swinburne Island, eine von zwei künstlichen Inseln in der Lower New York Bay, im Mündungsgebiet des Hudson bei New York, westlich von Coney Island.

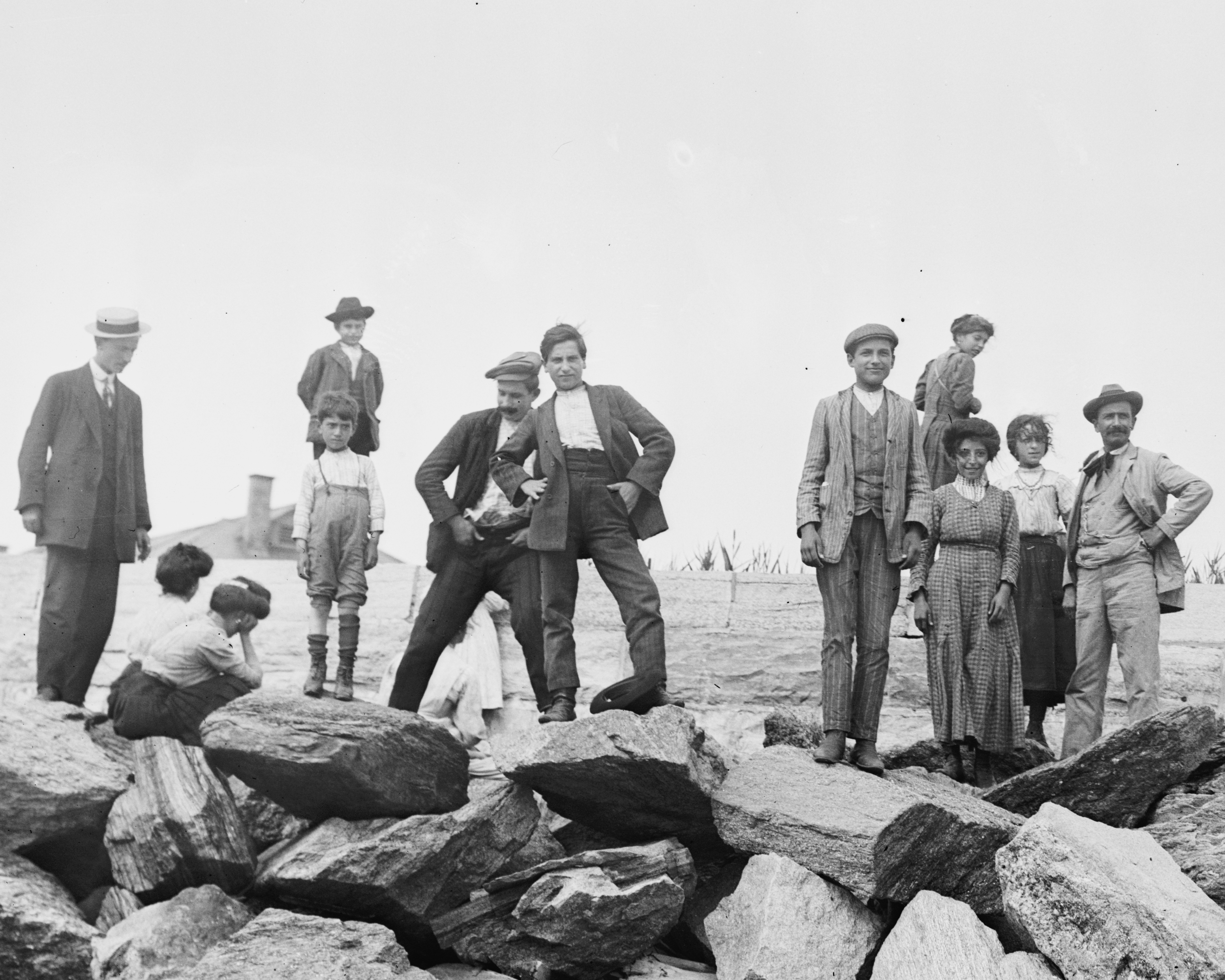
1910–1915

Die Insel wurde 1872 aufgeschüttet und dazu benutzt, Einwanderer mit ansteckenden Krankheiten, die auf Ellis Island eintrafen, in Quarantäne zu halten. Benannt wurde die Insel nach dem New Yorker Bürgermeister John Thompson Hoffman.
Während des Zweiten Weltkrieges wurden die beiden Inseln als Ankerpunkte für Anti-U-Boot-Netze, welche ein Eindringen von U-Booten in den Hudson verhindern sollten, genutzt.
Heute ist die Insel ein historisches Monument unter der Leitung des National Park Service. Das Betreten der Insel ist teilweise verboten, um die dort heimischen Vogelbrutplätze zu schützen.